# 鹿児島県立出水特別支援学校
鹿児島県立出水特別支援学校（かごしまけんりつ いずみとくべつしえんがっこう）は、鹿児島県出水市文化町にある県立の特別支援学校（養護学校）。
2000年に九州では初めてとなる肢体不自由者教育と知的障害者教育を併置した養護学校として設置された。

## 沿革
- 1996年（平成8年）- 出水市に養護学校を設置する計画が決定[2]。
- 1998年（平成10年）10月 - 新設養護学校の建築工事開始。
- 1999年（平成11年）1月 - 新設養護学校の設立準備委員会の設置。
- 1999年（平成11年）4月 - 新設養護学校の設立準備担当者4名を選定。
- 1999年（平成11年）5月 - 新設養護学校の名称を「鹿児島県立出水養護学校」に決定。
- 1999年（平成11年）8月 - 鹿児島県立出水養護学校の設置。
- 1999年（平成11年）10月 - 教室及び管理棟の完成（7,366.66m2）。
- 2000年（平成12年）3月 - 屋内体育館・給食棟・温水プールの完成（2,477.67m2）。
- 2000年（平成12年）4月 - 鹿児島県立出水養護学校開校[2]。同時に 川内市（現在は薩摩川内市）にあった鹿児島県立串木野養護学校川内分校の区域を通学区域に編入（川内分校は閉校となった）。
- 2000年（平成12年）5月 -  落成記念式典を開催・校訓及び校章の制定。
- 2000年（平成12年）9月 -  第1回秋季大運動会の開催。
- 2000年（平成12年）12月 - 第1回学習発表会の開催。
- 2001年（平成13年）3月 -  第1回いずよう祭りの開催・校歌の制定・出水市手をつなぐ育成会から校歌の歌詞板の寄贈。
- 2005年（平成17年）12月 - 大規模改造で、2つの教室と2つの教材室の改修及び3つの教室を増設。
- 2006年（平成18年）4月 -　通学用大型バス1台増便に伴い、長島線、阿久根線、菱刈線、宮之城線の5路線に編成。
- 2008年（平成20年）11月 - 創立10周年記念式典を開催・園芸実習棟（169.63m2）の完成。
- 2011年（平成23年）3月 - 大規模改造で、6つの教室、多目的室、医療的ケアルームの増設及び校長室と事務室の拡張（401.36m2）。
- 2011年（平成23年）11月 - 特別教室棟の2階部分を増築（86.64m2）。
- 2012年（平成24年）3月 - 特別教室棟の1階部分を増築（22.51m2）。
- 2017年（平成29年）4月 - 通学用大型バス1台増便に伴い、長島線、阿久根線、菱刈線、宮之城線、湧水線、脇本線の6路線に編成。
- 2019年（平成31年）4月　- 通学用小型バス1台増便に伴い、長島線、阿久根線、菱刈線、宮之城線、湧水線、脇本線、大口線の7路線に編成。
- 2019年（令和元年）11月　-　創立20周年記念セレモニーを開催。
- 2020年（令和2年）4月 - 通学バス脇本線の名称が出水線に変更。
- 2020年（令和2年）5月 - 新型コロナウイルスの感染予防対策のため、通学バスの出水線、阿久根線、菱刈線、宮之城線の4路線が増便。
- 2023年（令和5年）4月 - 学校名を「鹿児島県立出水養護学校」から「鹿児島県立出水特別支援学校」に変更[3]。

## 通学区域
- 鹿児島県
  - 出水市・阿久根市・長島町・薩摩川内市の一部・伊佐市・さつま町・湧水町
- 熊本県
  - 水俣市・津奈木町・芦北町

※熊本県の水俣市・津奈木町・芦北町には知的障がいや重複障がい（知的障がい・肢体不自由）の児童生徒を受け入れる特別支援学校がないため、特例措置として通学区域になった。

## 通学バス区域
- 1号車　長島線（所要時間：1時間26分）
- 2号車　阿久根線（所要時間：1時間15分）
- 3号車　菱刈線（所要時間：1時間15分）
- 4号車　宮之城線（所要時間：1時間20分）
- 5号車　湧水線（所要時間：1時間25分）
- 6号車　出水線（所要時間：55分）
- 7号車　大口線（所要時間：55分）